# Friedlanderia cicatricella
Friedlanderia cicatricella là một loài bướm đêm thuộc họ Crambidae. Nó được tìm thấy ở châu Âu.
The wingspan of the males is 21–24 mm và 34-38 đối với con cái. Con trưởng thành bay từ tháng 6 đến tháng 8 tùy theo địa điểm.
Ấu trùng ăn Scirpus lacustris.